# 아이언마스터
아이언 마스터 - 왕국의 유산과 세 개의 열쇠는 바른손크리에이티브에서 10월 8일 발매한 액션 경영 시뮬레이션 게임이다. 게이머는 대장장이 혹은 상인으로서 무기와 방어구와 같은 각종 아이템들을 만들어 판매를 하며 상점을 운영하며 대륙 곳곳을 누비며 모험을 하는 방식이다. 이에 따라 게임 진행에 따라 수많은 결말이 존재하기도 한다.

## 인용
1. ↑  RULIWEB (2009년 7월 24일). “'아이언 마스터' 9월 10일 출시”. 루리웹. 2009년 7월 24일에 확인함.[깨진 링크(과거 내용 찾기)]